# 木嶋坐天照御魂神社
木嶋坐天照御魂神社（このしまにますあまてるみたまじんじゃ、木島坐天照御魂神社）は、京都市右京区太秦森ケ東町にある神社。式内社（名神大社）で、旧社格は郷社。
通称は「木嶋神社（このしまじんじゃ、木島神社）」や「蚕の社（かいこのやしろ、蚕ノ社）」とも。古くから祈雨の神として信仰された神社であり、境内には珍しい三柱鳥居があることで知られる。

## 祭神
祭神は次の5柱。
- 天之御中主神（あめのみなかぬしのかみ）
- 大国魂神（おおくにたまのかみ）
- 穂々出見命（ほほでみのみこと）
- 鵜茅葺不合命（うがやふきあえずのみこと）
- 瓊々杵尊（ににぎのみこと）

『延喜式』神名帳における祭神の記載は1座。同帳では「木嶋坐天照御魂神社」と記載されるが、この社名は「木嶋（地名）に鎮座する天照御魂神の社」という意味であるため、本来は「天照御魂神（あまてるみむすびのかみ/あまてるみたまのかみ）」を祀った神社とされる。神名帳では、山城国の木嶋社のほかにも大和国・摂津国・丹波国・播磨国・対馬国などに天照御魂神・天照神・天照玉神を祀る祠の存在が見られるが、これらは天照大神（皇祖神）とは別の神格の太陽神と考えられている。
木嶋社の天照御魂神の神格について、史料上では天照国照天火明命（天火明命）説・天照大神説・天日神命説などが見られる。上記の天照御魂神・天照神・天照玉神を社名とする神社の多くでは現在の祭神が天火明命（尾張氏祖神）とされることに基づき、これらの神を特に尾張氏の奉斎神とする説があり、その説の中で木嶋社の地には元々尾張氏系の人々がいて天照御魂神を奉斎していたが、秦氏の渡来・開拓とともにその在地系祭祀が継承されたと説明される。また、『延喜式』神名帳に確認できる天照神のうち、尾張氏やその同族が祭祀に関与していたと考えられるのは、水主坐天照御魂神社・鏡作坐天照御魂神社・新屋坐天照御魂神社・天照玉命神社・粒坐天照神社の5社、対馬氏らによって奉祀されていたと考えられるのが阿麻氐留神社1社で、残りの木嶋坐天照御魂神社・他田坐天照御魂神社・天照大神高座神社・伊勢天照御祖神社の4社については史料も乏しく確認ができないものの、木嶋社は阿麻氐留神社の祭神・天日神命のように、対馬氏の祭祀した日神であったとする説もある。一方、木嶋社境内の三柱鳥居の方位が稲荷山・松尾山の冬至線、比叡山四明岳・愛宕山の夏至線に関係すると見て、境内の元糺の池に日が差すという構造から、朝鮮半島の日光感精型の信仰に基づく半島系の太陽神（日の御子）とする説もある。そのほか「ミムスビ」という神名から、境内の湧水によって穀物を生成するムスヒの神とする説もある。
このように古代の祭神の神格は不詳ながら、1883年（明治16年）の『葛野郡神社明細帳』では上記5柱の神名が記載されており、これらが現在まで継承されている。

## 歴史

### 創建
創建は不詳。一説に、推古天皇12年（604年）に広隆寺創建に伴い勧請されたともいわれる。史料からは大宝元年（701年）の記事以前の祭祀の存在が認められている。
前述（「祭神」節）のように祭祀の淵源には諸説があるが、嵯峨野・太秦周辺は渡来系氏族の秦氏が開拓した地で、広隆寺・松尾大社・蛇塚古墳などの関係寺社・史跡が知られることから、木嶋社もまた秦氏ゆかりの神社といわれる。また現在本殿の東隣に鎮座する蚕養神社は、この秦氏が招来した養蚕・機織・染色技術に因むと推測される。ただし秦氏の渡来以前にも、木嶋社付近では和泉式部町遺跡などの弥生時代頃からの集住を表す遺跡の存在が知られている。
北條勝貴は、『日本書紀』顕宗天皇紀において、阿閉事代という同一人物の関与（コトシロは神の言葉を預かり述べる象徴的な人物を意味するとされる）や、事代に託宣を下すのが高皇産霊命を祖とする月神・日神であるという神格の対応性、祭祀を司る氏族がともに玄界灘の島を本拠とし卜部を出す壱岐・対馬の旧国造系氏族であるという祭祀担当者の対応性からすれば、壱岐・対馬の日神・月神が密接な関係にあることは明らかであり、木嶋社が元来対馬氏によって奉祀されていたのか、それとも尾張氏系の氏族によって奉祀されていたのかは不明であるが、顕宗3年2月紀・4月紀に見える、上記のような対応性を考慮すれば、日神を奉祀する木嶋社が葛野の月読神社と地理的に近接している事実は無視できず、日月の両信仰が、ある時期に玄界灘から畿内地方へともに移植され、両社もそれらと軌を一にして創建されたものではないかとしている。

### 概史
国史での初見は『続日本紀』大宝元年（701年）条で、山背国葛野郡の「木島神」のほか月読神・樺井神・波都賀志神の神稲を同年以後は中臣氏に給すると見える。
『新抄格勅符抄』大同元年（806年）牒によれば、当時の「許志摩神」には神戸として山城国から9戸が充てられていた。続けて国史では、天安3年（859年）1月には「木島天照御魂神」の神階が正五位下に昇叙された旨や、同年（貞観元年）9月・貞観17年（875年）7月・元慶元年（877年）6月には雨乞のための奉幣、貞観17年8月には秋稔のための奉幣が遣わされた旨が記されているほか、元慶元年4月条にも記載が見える。
延長5年（927年）成立の『延喜式』神名帳では山城国葛野郡に「木島坐天照御魂神社 名神大 月次相嘗新嘗」として、名神大社に列するとともに朝廷の月次祭・相嘗祭・新嘗祭では幣帛に預かった旨が記載されている。社名の読みは吉田家本で「アマテラスミムスヒ」、金剛寺本で「アマテルミムスヒ」と振られるが、後世の『神名帳考証』・『神祇志料』・『神社覈録』では「アマテルミタマ」とする。『延喜式』では、ほかに四時祭下 相嘗祭条、臨時祭 祈雨祭条、臨時祭 名神祭条においてもそれぞれ木嶋社の記載がある。
広隆寺の縁起である『広隆寺来由記』（山城州葛野郡楓野大堰郷広隆寺来由記、明応8年（1499年）成立）では、貞観年間（859年 - 877年）に僧の道昌が勅命により「木島名神」の池水に祈雨のため加持を行なった旨や、祈雨の神として崇敬されたことで神階が順次昇叙され長久4年（1043年）に正一位の極位に達した旨が記載されているほか、延喜年間に広隆寺に勧請された鎮守38所のうちで「木島 女。正一位」と女神として記載されている。平安時代末期の『梁塵秘抄』では、木嶋社が伏見稲荷大社や石清水八幡宮と並んで参拝者が絶えず賑わった神社として歌われている。
鎌倉時代の承久3年（1221年）の承久の乱では、『吾妻鏡』において後鳥羽上皇側の三浦胤義と子の胤連、兼義が「西山木嶋」で自殺したと見えるが、これは当地に比定される。『承久記』によれば、胤義は「子の嶋と云ふ社」に隠れていたが末路を悟って自害し、郎従が社に火をかけたという。近年の境内発掘調査では、この焼失後の社殿再興時のものと見られる鎌倉時代前期頃の整地の跡が認められている。
その後は江戸時代頃まで文献に記載が見られず、変遷は不詳。安永9年（1780年）の『都名所図会』では当時の境内の様子が描かれている。
明治維新後、1873年（明治6年）6月に近代社格制度において郷社に列した。
1985年（昭和60年）に境内は京都市指定史跡に指定された。2002年（平成14年）には、境内北東隅における消防用防火槽設置に伴い、史跡としての発掘調査が初めて実施されている。

### 神階
- 六国史時代における神階奉叙の記録
  - 天安3年（859年）1月27日、従五位下から正五位下 （『日本三代実録』）[原 3] - 表記は「木島天照御魂神」。
- 六国史以後
  - 承平6年（936年）10月23日、正五位上から従四位下 （『広隆寺来由記』）[15]
  - 長保5年（1003年）10月28日、従一位 （『広隆寺来由記』）[15]
  - 長久4年（1043年）5月10日、正一位 （『広隆寺来由記』）[15]

## 境内

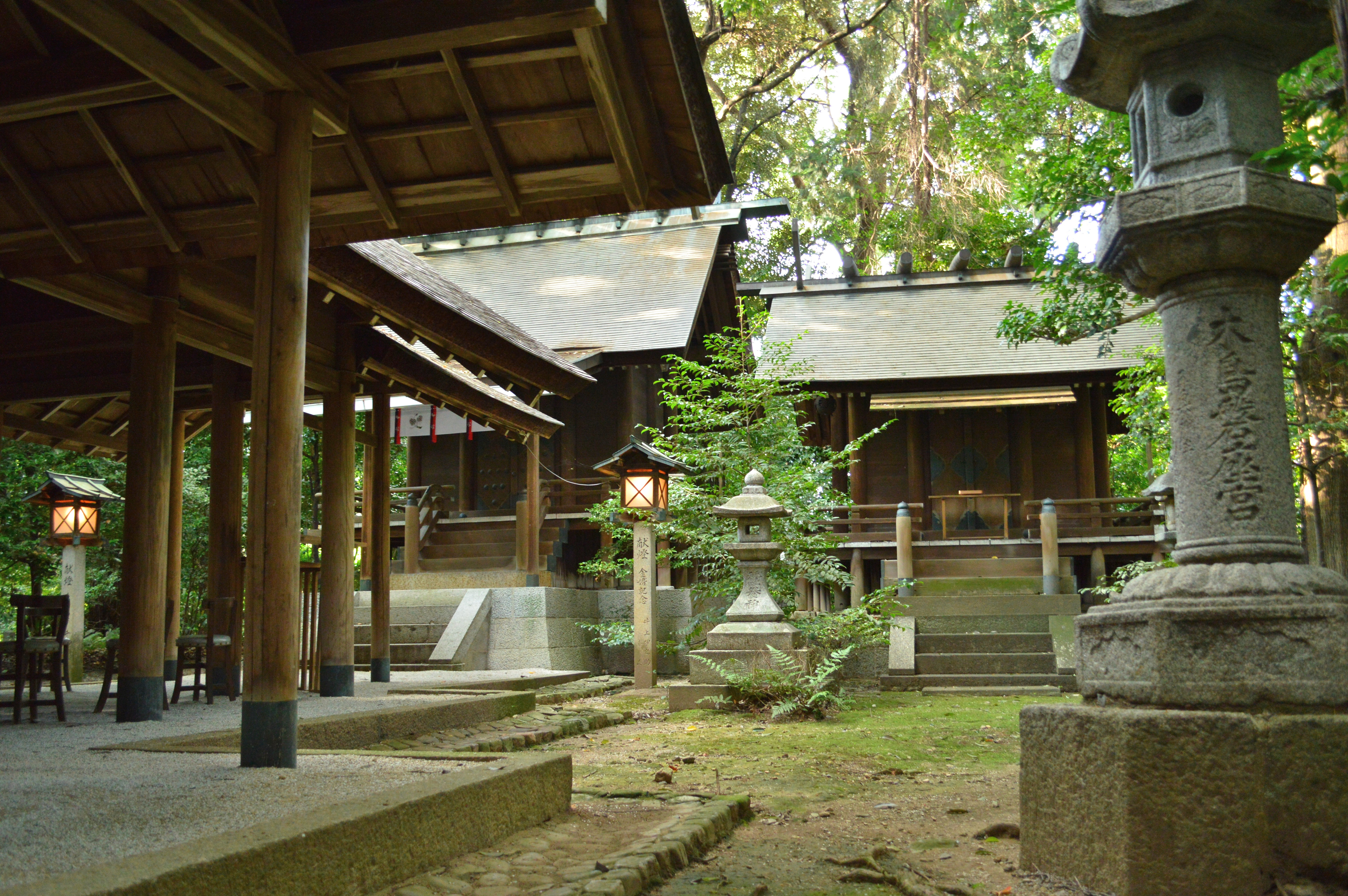
本殿（左）と蚕養神社（右）

境内は御室川右岸の低位段丘面上の東端にあり、双ヶ丘（双ヶ岡）の真南、広隆寺の真東に位置する。鳥居は、広隆寺の南門のほぼ真東にある。木嶋社は、その存在が文献上では古く大宝元年（701年）に見え、京都市内でも最古の神社の1つに位置づけられる。元糺の池の存在から文献上での祈雨記事との関連性がうかがえるほか、蚕養神社の存在から秦氏との関連性が見られ、また巨樹の社叢から古来の姿がうかがえることから、境内は京都の歴史上重要な遺跡であるとして京都市指定史跡に指定されている。
社殿はいずれも明治以降の再興。本殿は境内の中央北寄りの、やや高所に建てられている。本殿の東側には蚕養神社（こかいじんじゃ、東本殿）が鎮座し、「蚕の社」の通称は同社に由来する。これらの前に拝所・拝殿がある。

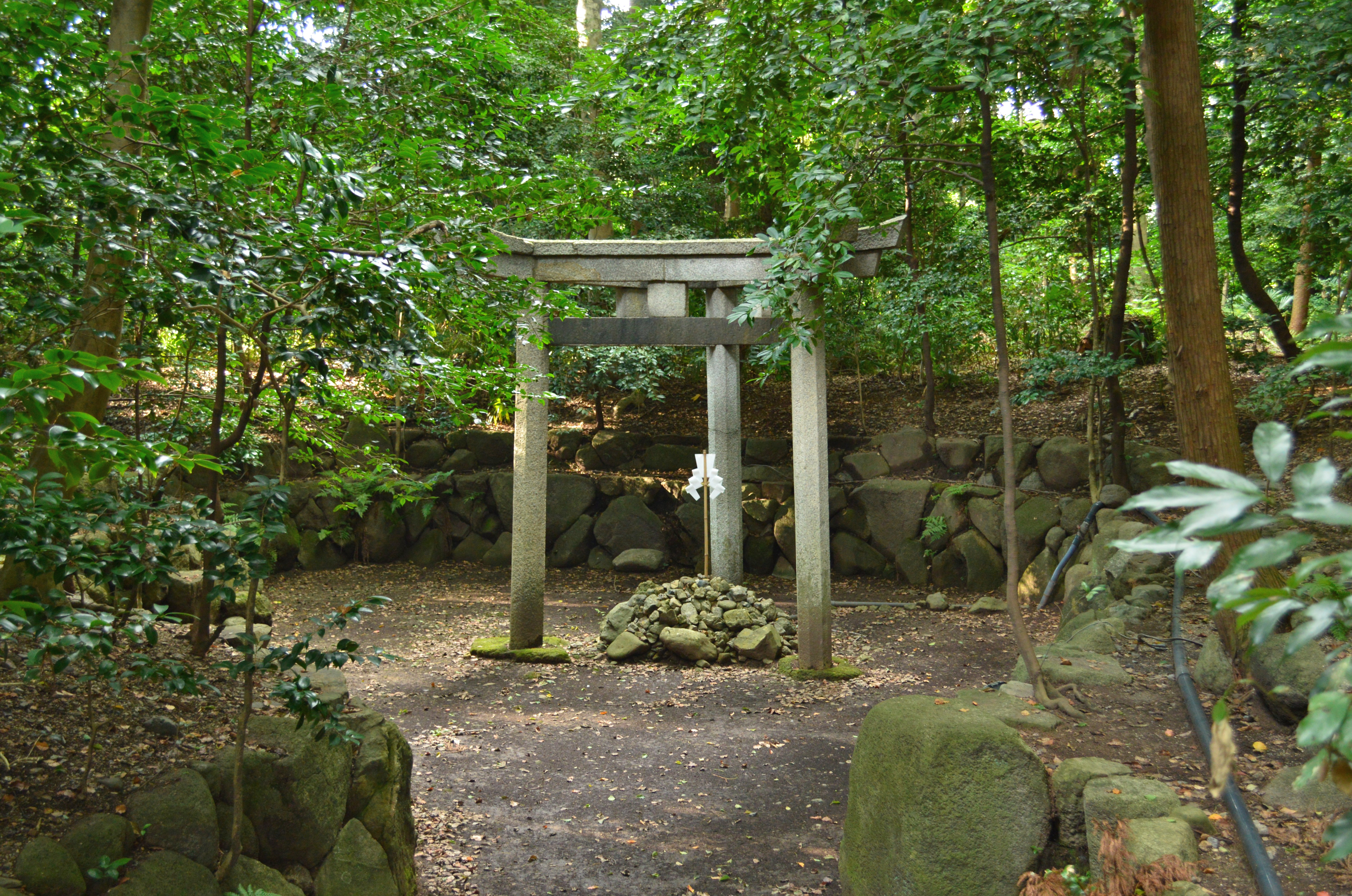
元糺の池と三柱鳥居

境内の北西隅には「元糺の池（もとただすのいけ）」と称する神泉があり、現在は涸れているがかつては湧水が豊富であったといい、現在も夏の土用の丑の日にこの泉に手足を浸すと諸病に良いとして信仰されている。伝承では木嶋社の社叢を「元糺の森」、神泉を「元糺の池」と称し、下鴨神社の森が「糺の森」と呼ばれるようになる以前、元々は木嶋社の社叢が「糺の森」と呼ばれていたとする。
この元糺の池の中には三柱鳥居（みはしらとりい、三ツ鳥居/三面鳥居/三角鳥居）が建てられている。これは柱3本を三角形に組み、3方から中心の神座を拝することを可能とする珍しい形式の鳥居で、「京都三鳥居」の1つに数えられる。中央の神座は、円錐形に小石を積み、中心に御幣を立てて依代としたものである。この鳥居の起源等は詳らかでなく、秦氏の聖地である双ヶ丘・松尾山（松尾大社神体山）・稲荷山（伏見稲荷大社神体山）の遥拝方位を表したとする説などがある。現在の鳥居は天保2年（1831年）の再興であるが（社伝では享保年間（1716年 - 1735年）の修復）、安永9年（1780年）の『都名所図会』では豊かな湧水とともに現在に見るのと同じ三柱鳥居の様子が描かれている。
2002年（平成14年）の発掘調査によって、かつては本殿東側の各所にも泉のあったことが判明しており、元糺の池もそのような泉の1つが神聖化されたものと考えられている。この発掘調査では、少なくとも平安時代中期頃に遡る、泉に伴う石敷遺構が出土している。

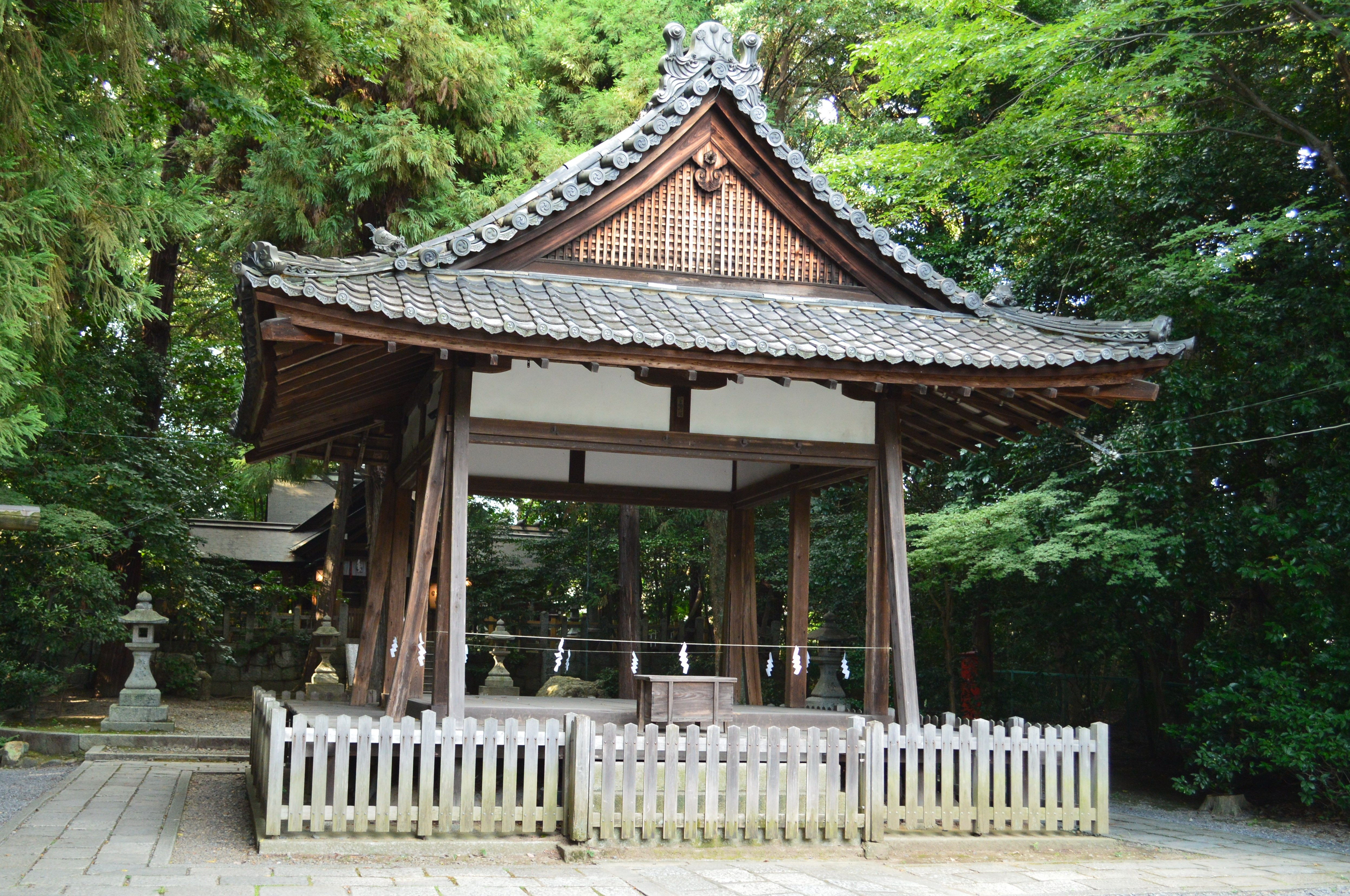
拝殿
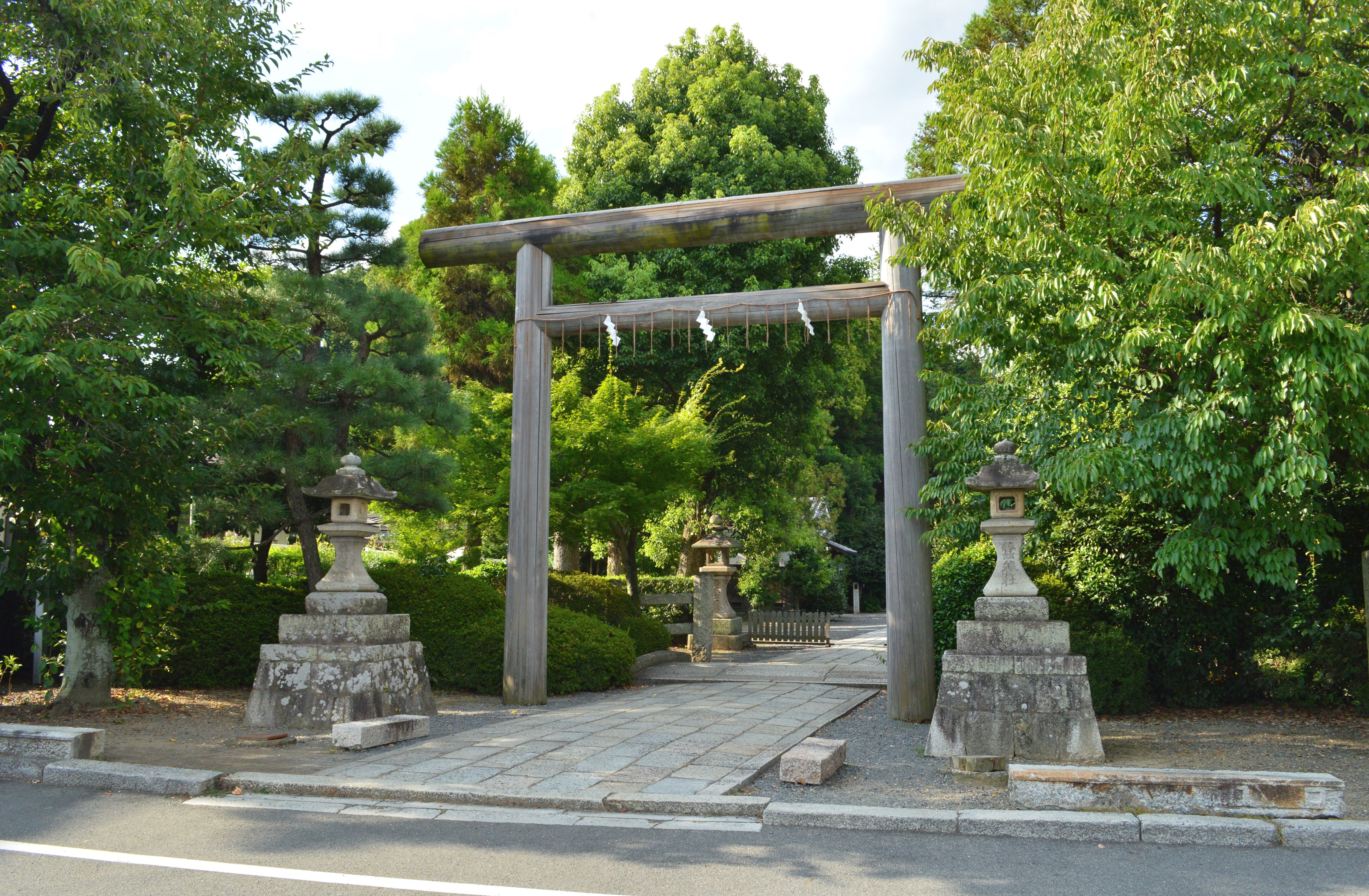
鳥居
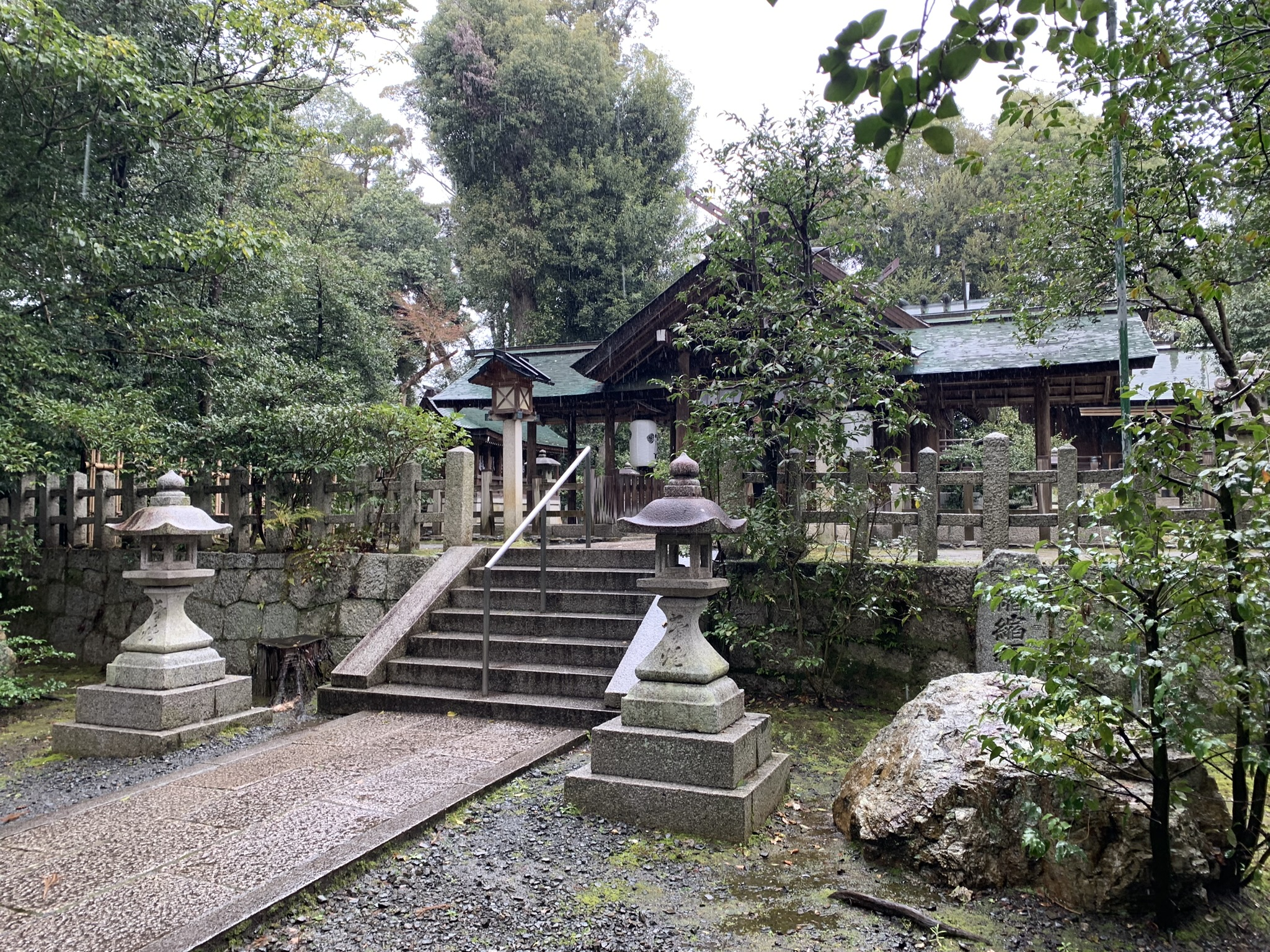
本殿前

- 本殿 - 明治時代の再建。
- 拝所 - 明治時代の再建。
- 拝殿 - 明治時代の再建。
- 元糺の池
- 三柱鳥居
- 神庫
- 社務所

- 拝殿
- 鳥居
- 本殿前

## 摂末社
境内社として次の神社などが鎮座する。
- 蚕養神社（こがいじんじゃ）
祭神：保食神、蚕の神、木花咲耶姫命
由来は不詳[8]。木嶋神社の通称「蚕の社」は、この蚕養神社に由来する[2]。
- 顕名神社（あきなじんじゃ）
祭神：三井高安（三井家遠祖）[10]
- 稲荷神社
- 稜道神社
- 魂鎮神社
- 三園稲荷神社
- 八坂神社
- 食国神社
- 天満神社
- 三拾八所神社
- 白清神社
- 白徳神社
- 橋姫神社
- 椿丘神社

## 文化財

### 京都市指定史跡
- 木嶋坐天照御魂神社（蚕の社）境内 - 昭和60年6月1日指定[18]。

## 登場作品
- 『梁塵秘抄』巻2より2首

| 「                                      | 金の御嶽（かねのみたけ）は一天下（いちてんが） 金剛蔵王釈迦弥勒 稲荷も八幡も木嶋も 人の参らぬ時ぞなき 注）金の御嶽：金峯山、稲荷：伏見稲荷大社、八幡：石清水八幡宮 | 」 |
| —『梁塵秘抄』巻2 四句神歌 神分（263番） | |    |

| 「                                        | 太秦の薬師がもとへ行く麿を しきりとどむる木嶋の神 注）太秦の薬師：広隆寺の薬師如来か | 」 |
| —『梁塵秘抄』巻2 二句神歌 神社歌（555番） |                                                                                      |    |

## 現地情報
所在地
- 京都府京都市右京区太秦森ケ東町50番地

交通アクセス
- 鉄道
  - 京福電気鉄道（嵐電）嵐山本線 蚕ノ社駅 （徒歩約3分）
  - 西日本旅客鉄道（JR西日本）嵯峨野線 花園駅 （徒歩約10分）

周辺
- 広隆寺
- 蛇塚古墳